# San Marco (Resana)
San Marco è una frazione del comune italiano di Resana, in provincia di Treviso.

## Geografia fisica
Il paese occupa l'area nordoccidentale del territorio comunale, tra Castelminio (a sudest) e Campigo di Castelfranco Veneto (a nordovest). L'area è ricca di risorgive: subito a nord del centro si trovano le sorgenti del fiume Zero, corso d'acqua che raggiungerà la Laguna Veneta dopo un percorso di oltre quaranta chilometri.

## Storia
San Marco ha sicuramente origini molto remote data la vicinanza alla via Aurelia e a località sedi di antichi castelli.
Se il toponimo attuale è chiaramente legato al titolare della chiesa, probabile evoluzione di un sacello paleocristiano, più problematica risulta l'interpretazione degli attributi con cui veniva un tempo distinto. Il più antico è ad Pedicalia o Pidigale e deriva forse dalla corruzione di palaticia o paladicia "abitazioni con tetto di paglia" (1089). Nel 1181 compare invece del Camparon, possibile riferimento alla qualità delle sue terre.

## Monumenti e luoghi d'interesse

### Chiesa parrocchiale
Venne elevata a parrocchiale nel 1578. In precedenza ricadeva nella giurisdizione della chiesa di Campigo, a sua volta affiliata alla pieve di Salvatronda.
Va ricordata per il suo antico battistero.

### Capitello di San Marco
Indicato già in una mappa napoleonica del 1812 (ma è probabilmente più antico), venne demolito e riedificato attorno al 1890. La facciata imita quella della parrocchiale; all'interno, un ciclo di affreschi di Bruno Gherri Moro e un trittico più recente di Angelo Gatto, qui collocato dopo l'ultimo restauro (2000).

### Villa Barea Toscan, Dolcetta, detta "La Cuba"
Si localizza in pieno centro abitato, nelle vicinanze della parrocchiale.
Secondo Giampaolo Bordignon Favero il soprannome "La Cuba" indicherebbe un edificio precedente, forse trecentesco, che aveva le imponenti forme di un mastio (gli excubatoria erano i corpi di guardia dell'esercito romano). Nei secoli successivi la costruzione subì importanti cambiamenti che tuttavia non ne modificarono l'aspetto austero. Sempre lo stesso autore ritiene che prima che la villa appartenesse ai Barea, nobili castellani attestati a San Marco sin dal 1561, essa fu dei Corner e poi degli Zen.
In realtà, i riferimenti più antichi riguardanti l'edificio sono due mappe della fine del Seicento che lo rappresentano con forme molto simili alle attuali: un volume alto e compatto dalla facciata tripartita cui si affianca sull'angolo nordovest una torretta cilindrica contenente una scala a chiocciola.
La villa dunque presenta uno sviluppo verticale notevole, in parte dovuto al pianterreno che, ai lati, è diviso da un mezzanino per gli ambienti di servizio. Le facciate principali sono due, l'una rivolta a sud, verso le campagne, e l'altra a nord, verso l'abitato. Sono organizzate in modo molto semplice, senza elementi ornamentali o sbalzi; di conseguenza, si osserva un netto contrasto tra le superfici vuote delle aperture e le pareti lisce e bianche. Lo schema dei fronti segue, come già detto, la tradizionale tripartizione, con tre grandi aperture centinate al centro del pianterreno e al primo piano.
L'interno della villa è impreziosito da arredi di valore.